# Панин, Василий Никитич
Василий Никитич Панин (? — сентябрь 1674, Севск) — московский дворянин из рода Паниных;
с 1647 года — стольник; участник Русско-польской войны; в 1670 году командовал отрядом в царских войсках, направленных на подавление народного восстания, поднятого донским атаманом Степаном Разиным;
за победу в бою с превосходящими силами повстанцев был отмечен и в 1673 году пожалован в третий «по чести» чин — думного дворянина. Стал первым Паниным, достигшим столь почётного положения, открывавшего его потомству путь к более высоким должностям и званиям при дворе.
Его внуки — Никита и Петр Панины — возведённый Екатериной II в графское достоинство.

## Биография
Род Паниных происходил из поместных дворян, выдвинувшихся при Иване Грозном, во время опричнины. В доопричном дворе ни в дьяках, ни в дворовы́х слугах Панины не встречаются, — после опричнины их упоминается девять. Один из них, «Фёдор Панин Меньшого сын», «поддатня у рынды с копьём», приходился Василию дедом.
Отец Василия, Никита Фёдорович, в Смутное время показал себя человеком надёжным и толковым, дважды удостаивался царской милости, был пожалован тремя вотчинами и званием московского дворянина. После свадьбы в 1626 году царя Михаила с Евдокией Стрешневой Никита Панин оказался в дальнем родстве с одной из подруг новой царицы и был, по случаю свадьбы, пожалован в третий раз, — большой прибавкой к окладу. Но более важным следствием этого кумовства стало то, что с этого времени в роду Паниных появились стольники. Хотя Никита Фёдорович дослужился лишь до стряпчего, в роду Паниных, при случае, теперь могли претендовать и на звание стольников — «по отчине».
Не установлено, когда и кем начал «государеву службу» Василий Панин — младший сын стряпчего и воеводы Никиты Панина. Достоверно известно, что 10 декабря 1647 года он был пожалован в стольники. Пожалование было отличием и милостью, поскольку сын получил чин выше, чем его отец. Пожалование могло быть и милостью к его отцу, который как раз в это время попросился на покой после шестидесяти лет службы. Предполагают, что не позднее 1644 года Василий Панин уже имел чин стряпчего.
С началом Русско-польской войны, весной 1654, Василий Панин вошёл в состав «Государев полка» как «голова татарских мурз». В кампании 1654 года татарская сотня Василия Панина участвовала в осаде Смоленска, в осаде Дубровны и в штурме Кричева. Юртовские татары «в полках, с Государевыми бояры и воеводы и с головами Великому Государю служили, с Польскими и с Литовскими людьми бились, и полон многой, лошадей и животину и всякую рухлядь поимали».
В царских походах 1655 и 1656 годов Василий Панин оставался «головой татарских мурз».
С 1658 по 1668 «упоминается как стольник».
В 1669 году ему пожалованы вотчины в Вяземском уезде.
Во время Крестьянской войны, осенью 1670 года, Василий Панин был назначен посыльным воеводой к князю Юрию Долгорукову, — командующему войсками, действовавшими против сторонников Степана Разина. 16 ноября Панину «с конницей и со стрелецким приказом» велено из Арзамаса выступить к Алатырю, на соединение с полком князя Юрия Барятинского, которому, «по вестям», готовились нанести удар крупные силы повстанцев.
Огнём и мечом зачистив «от воров» лежавшие на его пути Гагино и Салган, 07 декабря Панин уже подходил к Алатырю, когда у деревни Баево столкнулся с авангардом тех самых повстанцев. Всего их было от 10 до 20 тысяч человек. Отрядом руководили довольно смелые и опытные сподвижники Разина из военного сословия — эрзинский мурза Акай Боляев и с ним донские атаманы Ян Никитинский, Алексей Савельев и Пётр Леонтьев. Имея пушки, они собирались напасть на обоз самого Долгорукова, но сперва хотели разделаться с обидчиком Акаева — Барятинским.
Панин послал к Барятинскому в Алатырь за подмогой, а сам вступил с ними в бой.
Полк Панина, с подоспевшей конницей Барятинского, сумел сбить мятежников с позиций и они отступили к своему обозу — в близлежащем селе Тургенево. Взять обоз с ходу не удалось. Бой затянулся до темноты. Захватив большую пушку и «10 знамён», полк Панина отступил к Баево.
Ночью на помощь Панину после марш-броска прибыл Барятинский со своей пехотой. На рассвете, 08 декабря, воеводы приступили к лагерю повстанцев. Те, видимо, не ожидали, но вышли и построились к обороне, выставив рогатки и заслонившись подводами. «И учинился бой большой».
Слаженным взаимодействием конницы и пехоты регулярным войскам удалось опрокинуть порядки повстанцев, после чего конница занялась преследованием, а пехота напала на обоз. Разгром был полный. Полк Панина захватил ещё три пушки и восемь знамён, вдобавок, три бочки пороха, воз фитиля и 37 мушкетов; а люди Барятинского — 16 пушек и 50 знамён. Сохранилось подробное письмо Долгорукова государю об этом деле. Затем, до 25 декабря воеводы зачистили и привели к присяге весь Саранский уезд.
19 марта 1671 года в столовой царя, на званом обеде в честь ратных людей князя Долгорукова, участникам объявлялись награды. Посыльному воеводе Василию Панину и его коллеге, Ивану Лихареву, пожалованы «придачи к прежним окладом поместного по 150 четвертей, денег по 15 рублёв, по ковшу серебряну весом 3 гривенки ж, по камке куфтерю, по 40 соболей ценой 120 рублёв».
14 марта 1673 года, через пять дней после 44-й годовщины царя, стольник Василий Панин был пожалован в следующий чин — думных дворян. Он получил право и обязанность присутствовать в Государевой Думе, высказывать там своё мнение, подавать челобитные лично царю, писаться «вичем»; повышался его оклад; повышался чин, с которого начинали службу его дети. Для неродовитого человека, каким был Василий Панин, это была огромная честь, потому что означало личное одобрение государя, без которого такое повышение было невозможно. По местническим понятиям, благодаря Василию Никитичу Панину, в московской социально-сословной иерархии на одну ступеньку поднялся и весь род Паниных.
В том же, 1673 году, Василий Панин назначен воеводой в Севск. Как раз шла война с турками за правобережную Украйну, Севск был важным опорным пунктом, где складировались «магазины» для действующих на юге русских войск. Но Панин с задачей снабжения стрелецких полков провизией не справился. В августе 1674 он даже получил из Москвы выговор. Возможно, ему помешала жестокая болезнь. В архивах Аптекарского приказа сохранились записи об обращении Панина за лекарствами и в 1673, и в 1674 годах. Буквально через месяц после выговора в Севске он умер.
Василий Никитич Панин был человек образованный и набожный. Сохранились книги из его библиотеки и записи о вкладах в монастыри. Жена — Анна Юрьевна, в феврале 1675 года дала по нем вклад в Пафнутьев Боровский монастырь. У него осталось четыре сына — Матвей, Василий, Андрей и Иван. Василий и Андрей упоминаются как стольники. Младший же, Иван, «пользовался расположением Петра Великого, участвовал во многих сражениях» и умер в чине сенатора.